# Bäckeforsmasten
Bäckeforsmasten är en 327 meter hög TV- och radiomast utanför Bäckefors i Bengtsfors kommun i Dalsland. Innan masten var klar hade tittarna fått rikta sina TV-antenner mot masterna i Skövde eller Sunne.
Från 1958 hade rundradio program 2 på FM-bandet sänts från samma antennplats men från en mindre antennmast.
Högmasten togs i bruk 1960 för att förse Dalsland med omnejd med TV1 och senare även FM-radio och TV2. TV1 återutsändes på kanal E8 och från 1969 TV2 på kanal E26.
När regionala nyhetsprogram började i TV2 fick stationen under 1980-talet sändare för dubbla regionala nyhetsprogram, Västnytt på kanal E26 och Tvärsnytt på kanal E29. Tvärsnytt ersattes senare av Värmlandsnytt.
I början av 1990-talet tillkom DAB och TV4 startade sina sändningar från masten 1992 på kanal E49.
Den 24 september 2007 kl. 09:15 släcktes det analoga tv-nätet ned tillsammans med flera TV-sändare i Västsverige.
Numera sänds enbart digitala TV-sändningar och Sveriges Radio med analog FM-sändning från stationen. Inga privata lokala radiostationer PLR har etablerat sig i Bäckeforsmasten.